# Pogara de Sus
Pogara de Sus románul: Pogara de Sus, falu Romániában, a Bánságban, Krassó-Szörény megyében.

## Fekvése
Bogoltény (Bogâltin) mellett fekvő település.

## Története
Pogara de Sus korábban Bogoltény (Bogâltin) része volt. 1956-ban vált külön településsé 90 lakossal.
1966-ban 90, 1977-ben 254 román lakosa volt. Az 1992-es népszámláláskor 222 lakosából 221 román, 1 ukrán lakosa volt.